# Cantó de Chanac

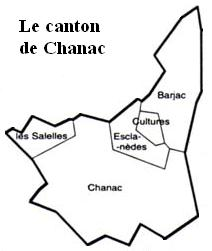
Mapa del Cantó de Chanac

El cantó de Chanac és un cantó francès del departament del Losera, a la regió d'Occitània. Està enquadrat al districte de Mende, té 5 municipis i el cap cantonal és Chanac.

## Municipis
- Barjac
- Chanac
- Cultura
- Esclanèdes
- Las Salèlas